# Amblyzancla araeoptila
Amblyzancla araeoptila är en fjärilsart som beskrevs av Turner 1938. Amblyzancla araeoptila ingår i släktet Amblyzancla och familjen spinnmalar. Inga underarter finns listade i Catalogue of Life.